# 棕叶饰

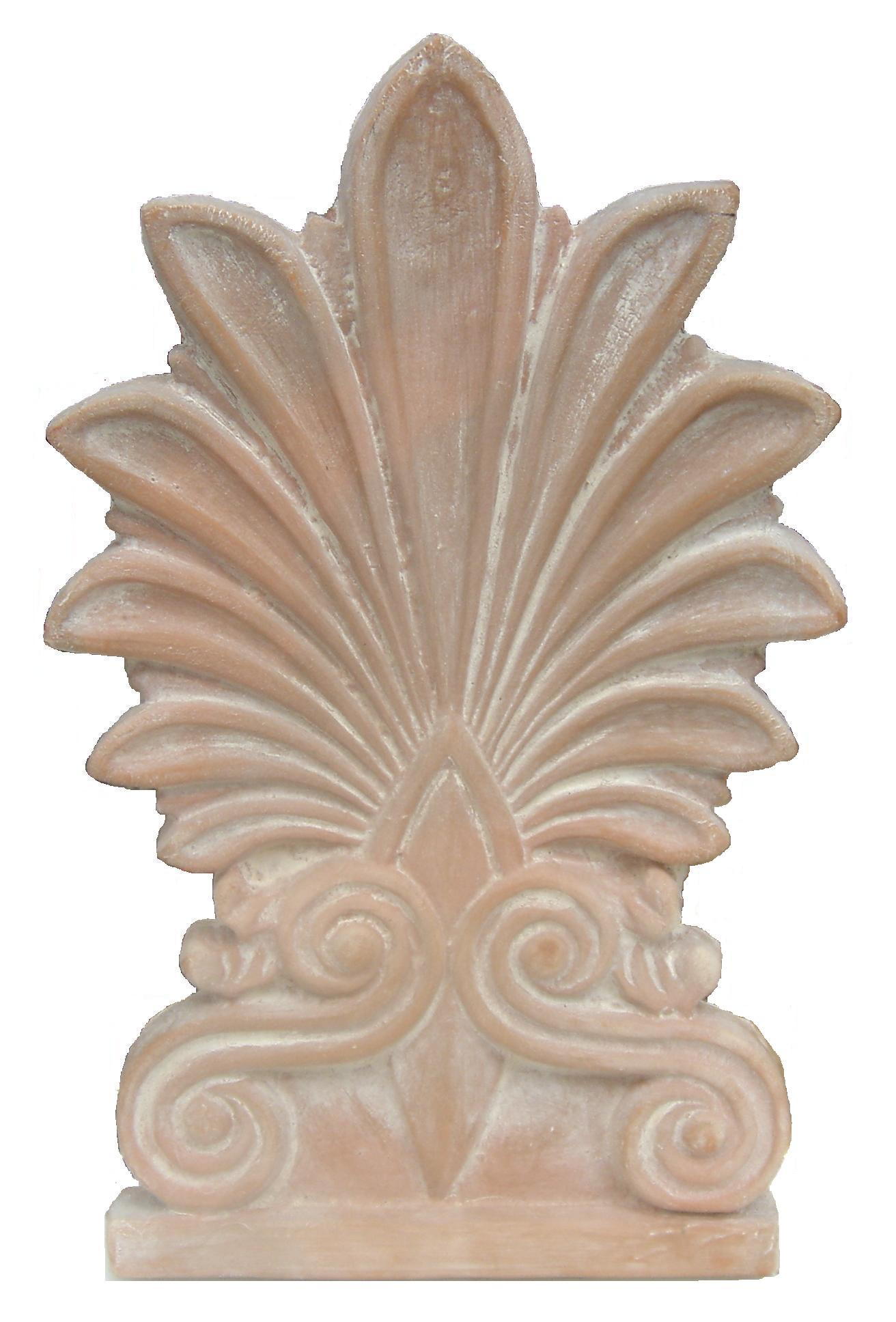
棕叶瓦檐饰

棕叶饰（英語：palmette）是一种以辐射状棕叶为母题的装饰图案。人类使用这一纹饰有着古老的历史，最早可以追溯到古埃及，此后则在欧亚大陆的许多文化中都有着不同的发展演变。古希腊、古罗马艺术中的棕叶饰（希臘語：ανθέμιον，意为“花”）也来源于此。此外，棕叶饰还经中亚随佛教艺术传至中国、日本等地，又被称为忍冬纹。
棕叶饰被广泛应用于不同的艺术形式之中，而其中最为典型的则是在建筑装饰中的使用，比如它常被用作古典建筑中雕带设计的元素。奥地利著名艺术史家李格尔在其1893年出版的《风格问题》一书中首次研究了棕叶饰复杂的演变史。